# Junta de Conversión
Die Junta de Conversión war eine kolumbianische Regierungsbehörde, die zwischen 1909 und 1923 das kolumbianische Finanz- und Währungssystem regulierte. Wie ihr Name schon sagt, bestand ihre Hauptaufgabe darin, das im Umlauf befindliche Papiergeld in Silber- und Goldmünzen umzutauschen.

## Geschichte
Nach der Schließung der kolumbianischen Zentralbank, dem zweiten Versuch, eine staatliche Bank in Kolumbien zu gründen, gründete die Regierung von Carlos Eugenio Restrepo 1909 mit dem Gesetz 69 die Junta de Conversión. Ihre Aufgabe war es, das umlaufende Geld durch Silbermünzen zu ersetzen, die Wechselkurse zu stabilisieren und mit den Gewinnen aus verschiedenen öffentlichen Einnahmen einen Goldfonds einzurichten, um das umlaufende Geld in Goldmünzen umzutauschen. Dieser Fonds, der auch Smaragdreserven enthielt, wurde Konversionsfonds genannt.
In Fortführung der Aufgaben der Junta de Amortización versuchte sie, einen strengen Goldstandard wieder einzuführen, und legte den Wechselkurs auf 100 Pesos in Papiergeld = 1 Peso in Gold fest, weshalb zu dieser Zeit die Ausgabe von Geld in Goldpesos begann. Diese Geldumstellung wurde dank der Zusammenarbeit mit der Münzprägeanstalt von Medellín erreicht. Im Jahr 1910 wurde mit der Verfassungsreform der Zwangsumlauf des von der Regierung ausgegebenen Geldes ratifiziert.
Bis 1914, als bereits ein Fünftel des im Umlauf befindlichen Geldes umgetauscht worden war, erfüllte die Behörde ihre Aufgabe gut. Als der Erste Weltkrieg ausbrach, beschlagnahmte die Regierung ihre Mittel. Danach tauschte sie nur noch die Banknoten der englischen Ausgabe von 1904 gegen die von der American Bank Note Company im Jahr 1914 gedruckten Banknoten aus.
Im Jahr 1922 emittierte und tilgte sie eine 1 und 5 Peso Staatsanleihe, was ihre letzte Aufgabe vor ihrer Ablösung durch die Banco de la República war.